# Chaudhuri
Chaudhuri war in Indien ein Amt sowie ein Ehrentitel und ist heute ein Familienname, vor allem in Bangladesch, Indien und Pakistan. Er kommt auch in den Schreibweisen Chaudhari, Chaudhri,  Chaudhry, Chaudhury, Choudhri, Choudhuri, Choudhury, Chowdhuri oder Chowdhury vor.

## Herkunft und Bedeutung
Die Herkunft der Bezeichnung Chaudhuri (Hindi चौधरी caudhrī, Urdu چودھر, bengalisch চৌধুরী caudhurī) ist dunkel; sie wird gelegentlich als „Besitzer von Vier“ oder von Sanskrit चक्रधर cakradhara (Prakrit cakradharī) als „einen Diskus tragend“, d. h. „Herrscher, Gouverneur“, gedeutet.
Der Ehrentitel Chaudhuri in Nordindien bezeichnete in vorkolonialer Zeit zunächst ein Dorfoberhaupt, einen Clanchef oder einen Landbesitzer im Rang direkt unter den Zamindars (Großgrundbesitzern), der in seinem Pargana (Bezirk) im Zusammenwirken mit dem Qanungo und dem Amīn auch mit der Steuereinziehung betraut war. In Britisch-Indien wurde der Titel auch zur Bezeichnung des Vormanns bestimmter Berufsgruppen zur Erledigung öffentlicher Arbeiten verwendet, etwa zur Marktaufsicht.

## Namensträger
- Abu Sayeed Chowdhury (1921–1987), bangladeschischer Politiker, Staatspräsident von Bangladesch
- Ahindra Choudhury (1897–1974), indischer Theater- und Filmschauspieler
- A. F. M. Ahsanuddin Chowdhury (1915–2001), bangladeschischer Politiker
- Ambika Charan Choudhury (1930–2011), indischer Schriftsteller
- Amit Chaudhuri (* 1962), indischer Autor
- Amitabha Chowdhury (1927–2015), indischer Journalist
- Anwaruddin Choudhury (* 1958), indischer Zoologe und Naturschützer
- A. Q. M. Badruddoza Chowdhury (1930–2024), bangladeschischer Politiker
- Basanta Choudhury (1928–2000), indischer Filmschauspieler
- Bibha Chowdhuri (1913–1991), indische Physikerin und Hochschullehrerin
- Biplab Roy Choudhury (1942–2012), indischer Filmregisseur
- Bikram Choudhury (* 1946), Yogameister
- Chandrahas Choudhury, indischer Schriftsteller und Buchkritiker
- Dijen Kumar Ray-Chaudhuri (* 1933), indisch-US-amerikanischer Mathematiker
- Eulie Chowdhury (1923–1995), indische Architektin, Designerin und Autorin
- Hamza Choudhury (* 1997), englischer Fußballspieler
- Humayun Rasheed Choudhury (1928–2001), bangladeschischer Politiker und Diplomat
- Kabir Chowdhury (1923–2011), bangladeschischer Schriftsteller
- Khaled Choudhury (1919–2014), indischer Theaterschauspieler und Bühnenbildner
- Kirti N. Chaudhuri (* 1934), britisch-indischer Wirtschaftshistoriker
- Mahendra Mohan Choudhury (1908–1982), indischer Politiker
- Matia Chowdhury (1942–2024), bangladeschische Politikerin
- Mithun Chowdhury (* 1989), bangladeschischer Fußballspieler
- Mizanur Rahman Chowdhury (1928–2006), bangladeschischer Politiker
- Najma Chowdhury (1942–2021), bangladeschische Frauenrechtlerin
- Nasiruddin Chowdhury (* 1985), bangladeschischer Fußballspieler
- Nazrin Choudhury, britisch-Amerikanische Drehbuchautorin, Regisseurin und Produzentin
- Nirad Chandra Chaudhuri (1897–1999), bengalischer Schriftsteller
- Qayyum Chowdhury (1934–2014), bangladeschischer Maler
- Ramadevi Chaudhuri (1899–1985), indische Aktivistin und Sozialreformerin
- Rama Shankar Choudhury (1903–1972), indischer Filmregisseur und Drehbuchautor
- Renuka Chowdhury (* 1954), indische Politikerin
- Roy Choudhury (* 1946), indischer Sportschütze
- Sachindra Chaudhuri (1903–1992), indischer Politiker
- Salahuddin Quader Chowdhury (1949–2015), bangladeschischer Politiker
- Salil Choudhury (1925–1995), indischer Filmmusikkomponist
- Santi P. Choudhury (1929–1982), indischer Dokumentarfilmer
- Sarita Choudhury (* 1966), britische Schauspielerin
- Shahanuddin Choudhury (* 1967), bangladeschischer Sprinter
- Shefali Chowdhury (* 1988), britische Schauspielerin
- Shirin Sharmin Chaudhury (* 1966), bangladeschische Politikerin
- Souren Choudhury (* 1918), indischer Sportschütze
- Subhashish Roy Chowdhury (* 1986), indischer Fußballspieler
- Subroto Roy Chowdhury (1943–2017), indischer Sitar-Spieler
- Supriya Choudhury (* 1935), indische Filmschauspielerin
- Swapan Chaudhuri (* 1945), indischer Tablaspieler, Musikpädagoge und Komponist
- Tanvir Chowdhury, bangladeschischer Fußballspieler
- Zahid Parvez Chowdhury (* 1987), bangladeschischer Fußballspieler

## Belege
1. ↑  Rang 7 der Familiennamen in Bangladesh 2014 (2 % der Bevölkerung); Familiennamen in Bangladesh
2. ↑  Hobson-Jobson, Glossary, S. 213 f., mit Belegen seit 1300 n. Chr.; Monier-Williams, Sanskrit-English Dictionary, S. 381; s. a. Mylius, Wörterbuch Sanskrit-Deutsch, S. 151; Böhtlingk, Sanskrit-Wörterbuch in kürzerer Fassung II, S. 203; Platts, A Dictionary of Urdu, S. 450
3. ↑  Im Dekhan wurde die Position als Deshmukh („Mund des Landes“, Gutsbesitzer, reicher Bauer) bezeichnet; Richards, The Mughal Empire, S. 81; Gatzlaff-Hälsig, Handwörterbuch Hindi-Deutsch, S. 652
4. ↑  Richards, The Mughal Empire, S. 87–88